# (500218) 2012 HQ48
(500218) 2012 HQ48 es un asteroide perteneciente al cinturón de asteroides, descubierto el 15 de abril de 2012 por el equipo del Pan-STARRS desde el Observatorio de Haleakala, Hawái, Estados Unidos.

## Designación y nombre
Designado provisionalmente como 2012 HQ48.

## Características orbitales
2012 HQ48 está situado a una distancia media del Sol de 2,363 ua, pudiendo alejarse hasta 2,599 ua y acercarse hasta 2,126 ua. Su excentricidad es 0,100 y la inclinación orbital 9,877 grados. Emplea 1326,84 días en completar una órbita alrededor del Sol.

## Características físicas
La magnitud absoluta de 2012 HQ48 es 17,6.